# Bussolengo
Bussolengo là một đô thị ở tỉnh Verona trong vùng Veneto của Ý. Tại thời điểm ngày 1 tháng 1 năm 2009, đô thị này có dân số 19.439 người và diện tích là 26,9 km².